# Ємець Леонід Олександрович
Леоні́д Олекса́ндрович Є́мець (нар. 30 серпня 1979, Київ) — український правознавець і політик, народний депутат України 7-го та 8-го скликань. Депутат Київради ІХ скликання від Європейської солідарності. Заслужений юрист України.

## Ранні роки
Леонід Ємець народився у Києві у родині міліціонера Олександра Ємця. Навчався в Українському гуманітарному ліцеї.

## Освіта
У 2001 році Леонід Ємець закінчив Київський національний університет імені Тараса Шевченка, з відзнакою, за спеціальністю правознавство та здобув кваліфікацію магістр права.
Захистив кандидатську дисертацію на тему «Публічне управління неполітичними об'єднаннями громадян — адміністративно-правове дослідження» і здобув науковий ступінь — кандидат юридичних наук. У 2019 році захистив докторську дисертацію і здобув науковий ступінь — доктор юридичних наук у Харківському національному університеті внутрішніх справ.

## Кар'єра
- 1998—2001 — юрисконсульт ТОВ «Маестро».

- 2001—2003 — спеціаліст юридичного управління «Фонд державного майна України».

- 2003—2004 — юрисконсульт юридичного управління головного офісу НАСК «Оранта».

- 2004—2005 — начальник юридичного відділу у ТОВ «НВФ Добробут-95».

- 2005—2009 — начальник юридичного відділу у ТОВ АФ «Енергопромексперт».

- З 2005 — викладач, доцент у Дніпропетровському гуманітарному університеті.

- З 2012 — заступник голови у благодійній організації «Фонд підтримки муніципальних ініціатив».

- 2012—2014 — народний депутат України.

- З 2014 — народний депутат України. Перший заступник голови Комітету ВРУ з питань правової політики та правосуддя. [Архівовано 14 червня 2019 у Wayback Machine.]

- 2015 — Член Парламентської делегації до Парламентської Асамблеї Ради Європи. Голова субкомітету з питань виконання рішень Європейського суду з прав людини.

- 2015 — Голова Тимчасової спеціальної комісії Верховної Ради України з питань перевірки фактів порушень під час проведення повторного голосування на виборах Криворізького міського голови 15 листопада 2015 року.
- З 2022 — Проректор з науково-методичної роботи, зв'язків з органами державної влади та місцевого самоврядування Київського університету імені Бориса Грінченка[5].

## Громадська і політична діяльність
У 23 роки Леонід Ємець балотувався до Київської міської ради від блоку «Наша Україна».
Під час Президентських виборів 2004 року Леонід Ємець був довіреною особою кандидата в Президенти Віктора Ющенка у 219 виборчому окрузі, керував Штабом Ющенка в Печерському районі міста Києва, був комендантом частини «помаранчевого» Майдану.
У 2006 році Ємець став депутатом Печерської районної ради, де очолив фракцію «Нашої України».
У 2009 році вийшов з партії «Наша Україна», написавши відкритого листа Президенту Вікторові Ющенку, де висловив різку незгоду з його політичним курсом.
30 жовтня 2012 року обраний народним депутатом України по 221 мажоритарному округу (Печерський, частина Шевченківського та Солом'янського районів столиці).
Під час Революції гідності відповідав за судовий супровід активістів Євро- та Автомайдану.
Секретар Комітету, голова підкомітету з питань цивільного, господарського та адміністративного судочинства Комітету Верховної Ради України з питань верховенства права та правосуддя.
Член Тимчасової спеціальної комісії Верховної Ради України з питань підготовки законопроєкту про внесення змін до Конституції України.
Один з авторів і активних лобістів Законів «Про відновлення довіри до суддів» та «Про очищення влади».
Народний депутат України VIII скликання від округу № 221, суб'єкт висування — політична партія Народний фронт.
Перший заступник голови Комітету Верховної Ради України з питань правової політики та правосуддя.
Член Постійної делегації у Парламентській асамблеї Ради Європи.
Один з авторів та активних лобістів Виборчого кодексу, яким запроваджуються відкриті виборчі списки.
Кандидат у народні депутати від партії «Голос» на парламентських виборах 2019 року (виборчий округ № 221, місто Київ).

## Сім'я
Батько — Ємець Олександр Іванович (1959—2001), народний депутат України першого, другого та третього скликань. Його підпис стоїть під Актом проголошення незалежності України.
Мати — Ємець Тетяна Михайлівна, психолог і українознавець, кандидат філософських наук, науковий співробітник Центру українознавства Київського національного університету імені Тараса Шевченка.
14 лютого 2014 року Леонід Ємець одружився зі Світланою Тараторіною. Весілля відбулося на Майдані Незалежності.
Дружина — Ємець (Тараторіна) Світлана Володимирівна, українська письменниця. У 2018 році її рукопис переміг у літературному конкурсі від «Видавничої групи КМ-Букс» у номінації «художня література». Дебютний роман Світлани Тараторіної «Лазарус» отримав літературну премію «ЛітАкцент 2018 року». Світлана Тараторіна увійшла до рейтингу журналу Фокус «25 кращих письменників України». Крім того, «Лазарус» увійшов до довгого списку «Книги року BBC» 2019 року
Син — Ємець Олександр Леонідович, 25 травня 2015 року народження.

## Державні нагороди
- Заслужений юрист України (6 жовтня 2017) — за вагомий особистий внесок у розбудову правової держави, забезпечення захисту конституційних прав і свобод громадян, багаторічну плідну працю та високий професіоналізм[14]